# Ludwig Schrön
Heinrich Ludwig Friedrich Schrön (* 17. Februar 1799 in Weimar; † 18. Mai 1875 in Jena) war ein deutscher Mathematiker, Astronom, Meteorologe und Geodät. Er ist vor allem durch seine Logarithmentafeln bekannt.

## Leben und Werk
Schrön verlor früh seinen Vater Christian Gottfried Schrön (1758–1801), Registrator bei der Landschaftskasse, und als Gymnasiast auch seine Mutter. Mit Hilfe von Privatunterricht brachte er die Schulzeit hinter sich. Dank seiner mathematischen Kenntnisse wurde er darauf in der Weimarer Landesvermessung beschäftigt. Er studierte Mathematik an der Universität Jena bei Johannes Friedrich Posselt, Astronom und Leiter der Großherzoglichen Sternwarte in Jena. Er wurde sein Gehilfe, 1822 auch „Konducteur“, und übernahm nach dessen Tod 1823 die vorläufige Leitung der Sternwarte. Da die Ausstattung der Sternwarte zu wünschen übrig ließ, wandte er sich auf Rat von Johann Wolfgang von Goethe der Meteorologie zu. 1824 wurde er promoviert und ging mit einem Stipendium der Weimarer Regierung zu Peter Andreas Hansen auf die Seeberg-Sternwarte bei Gotha, wo er in fünf Jahren nicht nur eine Ausbildung in beobachtender Astronomie erhielt, sondern auch als astronomischer Rechner. 1829 wurde er zunächst Inspektor (ab 1834 Vorsteher) der Sternwarte und 1834 außerordentlicher Professor in Jena. Er hielt Vorlesungen über Astronomie und Mathematik und lehrte außerdem am Agronomischen Institut Geodäsie und am Pharmazeutischen Institut Stöchiometrie.
Er setzte seine meteorologischen Aufzeichnungen fort, die er aber nur teilweise veröffentlichen konnte, als Goethe Minister war und dies finanzierte (die Leopoldina, in die er aufgenommen worden war, konnte ebenfalls die Veröffentlichung nicht dauerhaft finanzieren).
Nachdem er zuerst 1835 drei- und fünfstellige Logarithmentafeln herausgegeben hatte, erschienen 1861 mit langer Verzögerung durch einen auch vor Gericht ausgetragenen Streit mit dem Verleger seine siebenstelligen Tafeln bei Vieweg, die einen guten Ruf genossen, als typographisches Meisterstück bezeichnet wurden und auch in Frankreich verwendet wurden. 1845 veröffentlichte er Mathematische Hilfstafeln.
Zu seinem 50-jährigen Doktorjubiläum wurde er 1874 zum Ritter I. Abteilung des Großherzoglichen Hausordens erhoben.
Er hatte einen Sohn, der Augenarzt in Jena war.

## Schriften (Auswahl)
- Ueber die Analyse solcher chemischen Gemenge, deren Bestandtheile in derselben verbunden bleiben. Jena 1838. Digitalisat.
- Mathematische Hilfstafeln. 1845.
- Stöchiometrische Hülfstafeln. Hahn, Hannover 1846. Digitalisat.
- Berechnung des Cubikinhaltes des Festlandes über dem Meeresspiegel […]. In: Archiv der Pharmacie Band 110, 1849, S. 1‒4.
- Berechnung des Alkoholgehalts im Weingeiste. Hahn, Hannover 1850. Digitalisat.
- Siebenstellige gemeine Logarithmen der Zahlen von 1 bis 108000 und der Sinus, Cosinus, Tangenten und Cotangenten aller Winkel des Quadranten von 10 zu 10 Secunden; Tafel I & II des Gesammtwerkes in drei Tafeln. Zweite revidirte Ausgabe. Vieweg, Braunschweig 1861 (Digitalisat). Sechste revidirte Ausgabe, ebenda 1865 (Digitalisat).